# Rus a Letònia

Percentatge de russoparlants a diferents regions de Letònia (cens de 2011)

El rus a Letònia és la segona llengua més usada en aquest país (37,2%, segons el cens de 2011) i el 27% de la població és d'ètnia russa.

## Història i distribució

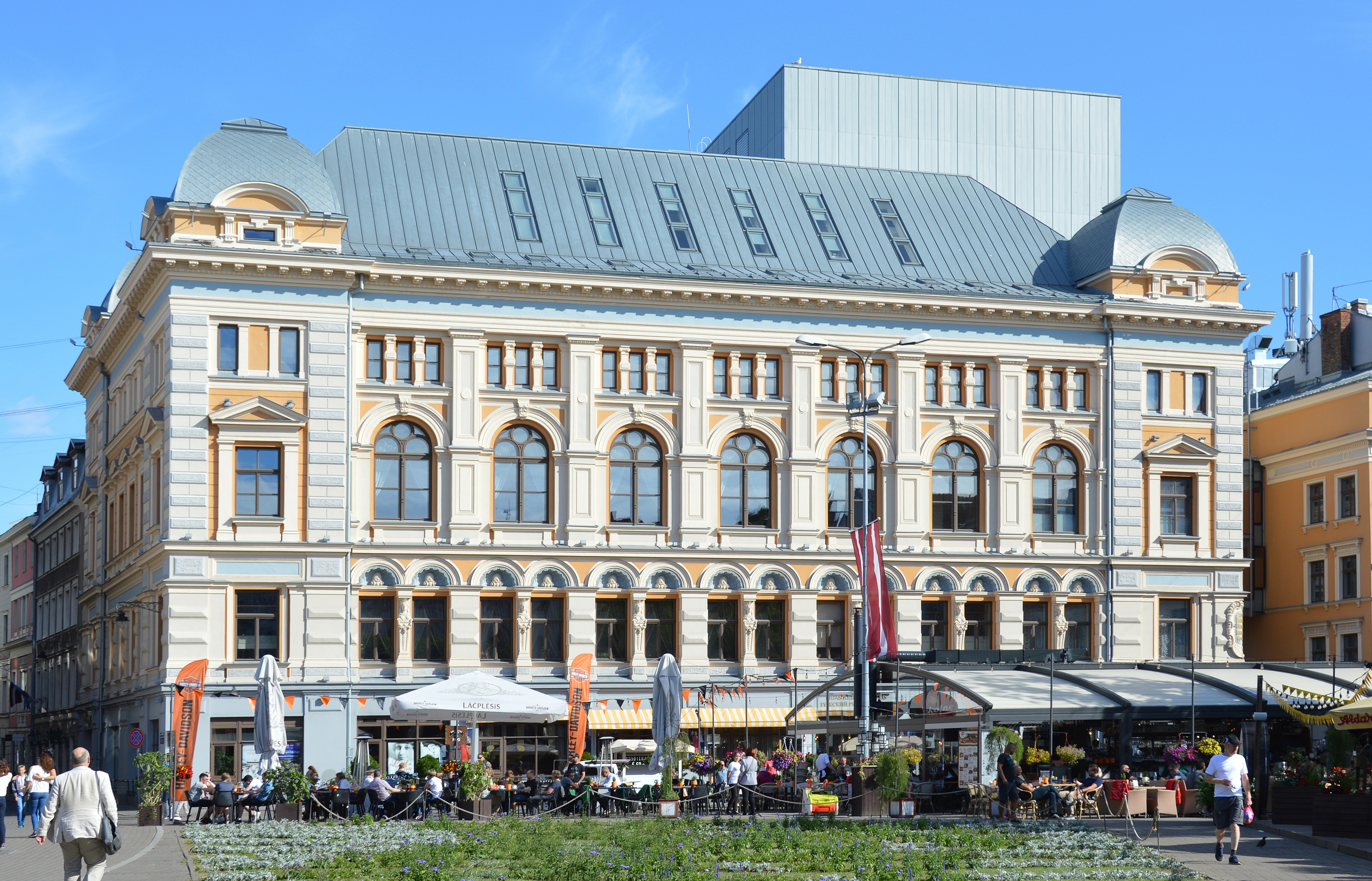
Teatre Rus de Riga (edifici de l'antiga companyia de comerç russa "Ulyey")

Abans de la Segona Guerra Mundial la proporció de no-letons era aproximadament del 25%, sent els russos la minoria ètnica més nombrosa amb el 10,6%. La població de russos va augmentar de forma important després de l'ocupació soviètica, arribant a índexs del 34% l'any 1989, anteriorment grups desconeguts van ser introduïts com a ucraïnesos russoparlants (3,5%). Al cens de 1925, el 14% d'habitants consideraven el rus com a llengua materna. Un percentatge petit de russoparlants no eren russos i, per altra banda, un percentatge petit de russos utilitzaven com a materna una altra llengua que no fos el rus, fet atribuït a l'existència de parelles mixtes, que vivien en àrees amb una altra llengua majoritària i, en el cas dels russoparlants, fruit de les polítiques de russificació de l'Imperi Rus. Al cens de 1930, la llengua russa era considerada com a materna per un 13% de la població. L'any 1970 el rus era parlat com a llengua nativa per un 36% de la població, incloent el 6% del total que no eren russos, i de forma fluida com a segona llengua per un 31% de la població. L'any 1989 el rus era la llengua nativa del 42% de la població, incloent el 8% de no-russos, i un 39% de la població el parlava de forma fluida com a llengua estrangera. L'any 2000 el rus era nativament parlat per un 37,5% de la població i per un 43,7% com a segona llengua. Al cens de 2011, un 37,2% de la població manifestà que el rus era la llengua que prioritàriament es parlava a casa. Un estudi publicat l'any 2009 anunciava que la tendència global del rus com a segona llengua a Letònia està decreixent per la poca popularitat que té entre els joves, especialment a les àrees on predomina una gran majoria letona.